# نوفا ميلر
أستريد فاني جرانستروم (مواليد 29 يوليو 2001)، والمعروفة باسم نوفا ميلر، هي مغنية سويدية وكاتبة أغاني وراقصة وممثلة وعازفة متعددة الآلات من ستوكهولم، السويد.